# Shannonomyia lenta
Shannonomyia lenta är en tvåvingeart. Shannonomyia lenta ingår i släktet Shannonomyia och familjen småharkrankar.

## Underarter
Arten delas in i följande underarter:
- S. l. gaspeana
- S. l. lenta